# 미들스타리그
미들스타리그는 대한민국 인천광역시 관내 소재 중학교 학생들이 참가하는 축구대회이며,  프로축구팀 인천 유나이티드 FC에 의해 2004년에 창설되었다. 청소년 축구의 저변 확대와 우수선수 육성 등을 목적으로 한다.
각 학교 축구부들이 홈엔어웨이로 예선과 32강,16강을 치르고 8강부터 4강까지는 중구국민체육센터,신석체육공원,연수승기 환경공단과 같은 잔디구장에서 치르며 결승전은 인천축구전용경기장에서 치른다. 역대 최다 우승팀은 원당중학교,검단중학교,인천중학교이다.

## 역대 우승 팀
|      | 연도   | 우승팀             | 결승전결과  | 준우승팀           | 주최                    | 후원/협찬                       |
| ---- | ------ | ------------------ | ----------- | ------------------ | ----------------------- | ------------------------------- |
| 1회  | 2004년 | 계산중학교         | 3:1         | 송도중학교         | 인천유나이티드 인천일보 | 푸마코리아                      |
| 2회  | 2005년 | 연화중학교         | 1:0         | 안남중학교         |                         |                                 |
| 3회  | 2006년 | 검단중학교         | 2:1         | 작전중학교         |                         |                                 |
| 4회  | 2007년 | 마전중학교         | 4:3         | 산곡남중학교       |                         |                                 |
| 5회  | 2008년 | 검단중학교         | 3:0         | 인하사대부속중학교 |                         |                                 |
| 6회  | 2009년 | 동인천중학교       | 1:0         | 논현중학교         |                         |                                 |
| 7회  | 2010년 | 인하사대부속중학교 | 2:1         | 양촌중학교         |                         |                                 |
| 8회  | 2011년 | 동산중학교         | 0:0(PK 4:3) | 논현중학교         |                         |                                 |
| 9회  | 2012년 | 구산중학교         | 4:0         | 연성중학교         |                         |                                 |
| 10회 | 2013년 | 선인중학교         | 1:1(PK 4:2) | 마전중학교         |                         |                                 |
| 11회 | 2014년 | 원당중학교         | 1:0         | 인천중학교         |                         |                                 |
| 12회 | 2015년 | 인천중학교         | 1:0         | 인천남중학교       |                         | 험멜코리아                      |
| 13회 | 2016년 | 원당중학교         | 2:1         | 사리울중학교       |                         |                                 |
| 14회 | 2017년 | 구월중학교         | 4:0         | 인천중학교         |                         | 문화체육관광부 국민체육진흥공단 |
| 15회 | 2018년 | 불로중학교         | 0:0(PK 6:5) | 인천중학교         |                         | 문화체육관광부 국민체육진흥공단 |
| 16회 | 2019년 | 인천중학교         | 2:0         | 구월중학교         |                         | 인천국제공항공사                |
| 17회 | 2022년 | 해송중학교         | 1:0         | 계수중학교         |                         | SK텔레콤                        |